# نيو ألباني
نيو ألباني (إنديانا) (بالإنجليزية: New Albany, Indiana)‏ هي مدينة تقع في الولايات المتحدة في مقاطعة فلويد (إنديانا). يقدر عدد سكانها بـ 36,372 نسمة ومساحتها 39.13 كم2 وترتفع عن سطح البحر 137 متر.

## التركيبة السكانية
قام مكتب تعداد الولايات المتحدة بتحديد بيانات التركيبة السكانية لنيو ألبانيفي تعداد الولايات المتحدة. في ما يلي، التركيبة السكانية حسب تعدادي 2000 و2010.

### تعداد عام 2000
بلغ عدد سكان نيو ألباني 37,603 نسمة بحسب تعداد عام 2000، وبلغ عدد الأسر 15,959 أسرة وعدد العائلات 10,054 عائلة مقيمة في المدينة. في حين سجلت الكثافة السكانية 2,571.1 نسمة لكل ميل مربع (992.7/كم2). وبلغ عدد الوحدات السكنية 17,098 وحدة بمتوسط كثافة قدره 1,169.1 نسمة لكل ميل مربع (451.4/كم2).
وتوزع التركيب العرقي للمدينة بنسبة 84.00% من البيض و 0.31% من الأمريكيين الأصليين و 0.42% من الأمريكيين ذوي الأصول الآسيوية و 0.04% من سكان جزر المحيط الهادئ و 12.93% من الأمريكيين الأفارقة و 1.62% من عرقين مختلطين أو أكثر.
بلغ عدد الأسر 15,959 أسرة كانت نسبة 29.6% منها لديها أطفال تحت سن الثامنة عشر تعيش معهم، وبلغت نسبة الأزواج القاطنين مع بعضهم البعض 42.5% من أصل المجموع الكلي للأسر، ونسبة 16.1% من الأسر كان لديها معيلات من الإناث دون وجود شريك، وكانت نسبة 37.0% من غير العائلات. تألفت نسبة 30.8% من أصل جميع الأسر من أفراد ونسبة 11.7% كانوا يعيش معهم شخص وحيد يبلغ من العمر 65 عاماً فما فوق. وبلغ متوسط حجم الأسرة المعيشية 2.88، أما متوسط حجم العائلات فبلغ 2.31.
بلغ العمر الوسطي للسكان 37 عاماً. وكانت نسبة 24.0% من القاطنين تحت سن الثامنة عشر، وكانت نسبة 9.6% بين الثامنة عشر والأربعة وعشرون عاماً، ونسبة 29.2% كانت واقعةً في الفئة العمرية ما بين الخامسة والعشرون حتى والأربعة وأربعون عاماً، ونسبة 21.8% كانت ما بين الخامسة والأربعون حتى الرابعة والستون، ونسبة 15.4% كانت ضمن فئة الخامسة والستون عاماً فما فوق. يوجد لكل 100 أنثى 88.5 ذكر، ويوجد لكل 100 أنثى في الثامنة عشر من عمرها فما فوق 84.6 ذكر.
بلغ متوسط دخل الأسرة في المدينة 34,923 دولار، أما متوسط دخل العائلة فبلغ 41,993 دولار. وكان متوسط دخل الذكور 31,778 دولار مقابل 24,002 دولار للإناث. وسجل دخل الفرد الخاص بالمدينة 18,365 دولار. وكان من هؤلاء نسبة 21.6% تحت سن الثامنة عشر ونسبة 9.1% في الخامسة والستين من العمر وما فوق.

### تعداد عام 2010
بلغ عدد سكان نيو ألباني 36,372 نسمة بحسب تعداد عام 2010، وبلغ عدد الأسر 15,575 أسرة وعدد العائلات 9,175 عائلة مقيمة في المدينة. في حين سجلت الكثافة السكانية 2,434.5 نسمة لكل ميل مربع (940.0/كم2). وبلغ عدد الوحدات السكنية 17,315 وحدة بمتوسط كثافة قدره 1,159.0 لكل ميل مربع (447.5/كم2).
وتوزع التركيب العرقي للمدينة بنسبة 85.8% من البيض و 0.2% من الأمريكيين الأصليين و 0.7% من الأمريكيين ذوي الأصول الآسيوية و 8.7% من الأمريكيين الأفارقة و 2.9% من عرقين مختلطين أو أكثر.
بلغ عدد الأسر 15,575 أسرة كانت نسبة 29.9% منها لديها أطفال تحت سن الثامنة عشر تعيش معهم، وبلغت نسبة الأزواج القاطنين مع بعضهم البعض 35.4% من أصل المجموع الكلي للأسر، ونسبة 18.2% من الأسر كان لديها معيلات من الإناث دون وجود شريك، بينما كانت نسبة 5.2% من الأسر لديها معيلون من الذكور دون وجود شريكة وكانت نسبة 41.1% من غير العائلات. تألفت نسبة 33.7% من أصل جميع الأسر من أفراد ونسبة 11.1% كانوا يعيش معهم شخص وحيد يبلغ من العمر 65 عاماً فما فوق. وبلغ متوسط حجم الأسرة المعيشية 2.89، أما متوسط حجم العائلات فبلغ 2.27.
بلغ العمر الوسطي للسكان 37.1 عاماً. وكانت نسبة 22.9% من القاطنين تحت سن الثامنة عشر، وكانت نسبة 10.1% بين الثامنة عشر والأربعة وعشرون عاماً، ونسبة 26.9% كانت واقعةً في الفئة العمرية ما بين الخامسة والعشرون حتى والأربعة وأربعون عاماً، ونسبة 26.4% كانت ما بين الخامسة والأربعون حتى الرابعة والستون، ونسبة 13.9% كانت ضمن فئة الخامسة والستون عاماً فما فوق. وتوزع التركيب الجنسي للسكان بنسبة 47.5% ذكور و52.5% إناث.